# Caesalpinia pulcherrima

Duas flores-de-pavão na Bandeira da Rainha Elizabeth II em Barbados

Flamboyanzinho, flor-de-pavão, flamboyant-mirim, barba-de-barata ou asa-de-barata (Caesalpinia pulcherrima) é uma árvore (alguns autores consideram arbusto lenhoso) de pequeno porte da família das leguminosas (Fabaceae). É nativa da América Central, e é de rápido crescimento. Suas folhas são recompostas com folíolos pequenos e permanentes. Sua copa tem um formato arredondado e pode atingir de 3 a 4 metros de altura. Suas flores são vermelhas, alaranjadas ou amarelas (na variedade flava), dispostas em cachos paniculares, e a época de floração é entre setembro a abril. Seu fruto é do tipo legume, ou vagem, e a época de frutificação é entre maio e junho.

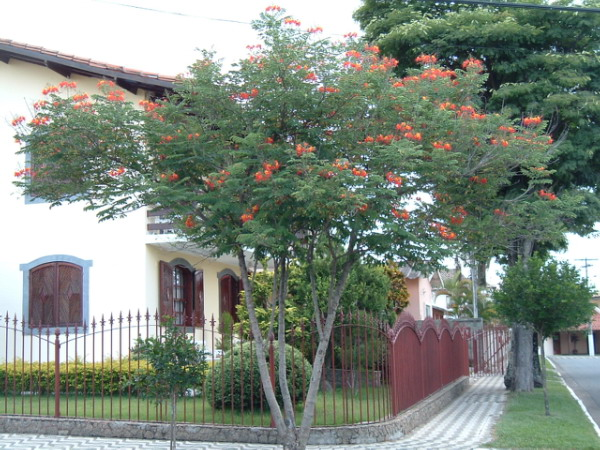
Caesalpinia pulcherrima sendo usada na arborização urbana no Brasil.

É uma espécie susceptível à broca e também possui seiva tóxica. Apesar disso, ela é indicada para a arborização urbana por possuir pequeno porte, ser ornamental e possuir raiz pivotante.

## Etimologia
Caesalpinia é uma homenagem ao botânico Andrea Cesalpino. Pulcherrima é um termo latino que significa "bonito".